# جان پورتر
جان پورتر (انگلیسی: John Porter; ۱ ژوئن ۱۹۳۵ – ۳ ژوئن ۲۰۲۲) سیاستمدار اهل ایالات متحده آمریکا بود.